# Chí Tâm
Chí Tâm (sinh ngày 8 tháng 2 năm 1952) là một nghệ sĩ cải lương nổi tiếng hoạt động từ trước năm 1975 tại Sài Gòn. Ngoài ca hát, ông còn sáng tác vọng cổ, tân nhạc và sử dụng thành thạo các nhạc cụ cổ truyền.

## Cuộc đời

Ông tên thật là Dương Chí Tâm, sinh ngày 8 tháng 2 năm 1952 tại huyện Trà Ôn, tỉnh Vĩnh Long. Song thân ông mang hai dòng máu Việt và Hoa.

### 1958–1963: Những năm học nghề
Vì nhà ở gần rạp hát Long Tấn nên từ nhỏ ông thường xuyên được nghe vọng qua những bài vọng cổ, cũng như thường được bà ngoại dắt đi xem những vở tuồng cải lương được diễn tại đây. Ngay từ năm 6 tuổi, ông xin gia đình theo học với các nhạc sĩ cổ nhạc danh tiếng trong vùng như thầy Minh, Mười Ngoạn, Bùi Kiên, Năm Thê.
Năm 13 tuổi, Chí Tâm được cha gửi lên Sài Gòn để xin theo học thầy Viễn Châu nhưng không được thu nhận vì Viễn Châu đã có quá đông học trò. Sau đó, Chí Tâm may mắn được vào học nội trú trong lớp học của soạn giả Yên Sơn (Út Châu). Đây là người đã tạo được một ảnh hưởng lớn trong bước đầu nghệ thuật.

### 1964–1970: Đi hát với đoàn Tinh Hoa rồi về Cần Thơ
Sau hai năm theo học soạn giả Yên Sơn, Chí Tâm có thâu qua một số nhạc phẩm tân cổ giao duyên của Yên Sơn như Em Bé Đánh Giầy, Em Bé Bán Báo, Về Bên Gối Mẹ, Con Quạ Con Chồn..., phát hành trên đĩa than của 
hãng Continental. Sau đó, Chí Tâm lại được thầy giới thiệu đi hát ở miền Trung với đoàn Tinh Hoa. Những đàn anh, đàn chị trong nghề như Hữu Lộc, Ngọc Thanh, Tuyết Mai đã chỉ bảo bước đầu cho ông về kinh nghiệm trên sân khấu. Chí Tâm được phân nhiều vai diễn khác nhau như: vai Na Tra trong Na Tra Lóc Thịt, vai Kim Đồng trong Công Chúa Thủy Tề, vai Mã Chí Tâm trong Người Ăn Cắp Bánh Mì...
Được một thời gian, lúc ông bắt đầu bị bể tiếng cũng là lúc gia đình nhắn về Trà Ôn vì mẹ bị bệnh nặng. Theo ý muốn của cha, ông phải ở lại nhà học tiếng Hoa để theo nghề buôn bán. Được khoảng một năm, cha Chí Tâm lại cho ông đi học nghề ở tiệm chụp hình Á Châu trên Cần Thơ.
Tại đây, ông lén theo học đàn bầu với nhạc sĩ Tứ Quốc (Cò Quốc). Sau vài tháng theo học với nhạc sĩ Cò Quốc, Chí Tâm được mời cộng tác với ban cổ nhạc Tây Đô Cần Thơ. Ngoài ra, anh còn cộng tác với ban cổ nhạc của Năm Hí và Y Sơn trong những chương trình phát thanh quân đội ở Cần Thơ. Thỉnh thoảng, ông còn cùng ban Cổ Kim Hoà Điệu theo chân Tiểu đoàn 40 Chiến tranh Chính trị đi lưu diễn.

### 1971–1975: Trở thành kép chính
Tới khoảng năm 1971, giọng Chí Tâm trở lại bình thường. Ông đi hát trở lại, cộng tác với đoàn Dạ Quang Châu của ông bà Tám Vân (tức soạn giả Nhị Kiều). Do tình trạng giới nghiêm nên đoàn hát chỉ về diễn tại những tỉnh lẻ. 
Năm 1972, khi đoàn Dạ Quang Châu tan rã, quản lý đoàn Kim Chung mời Chí Tâm về hát cho đoàn Kim Chung 5 ở rạp Olympic để thay thế Minh Vương bị gọi động viên. Thời kỳ này, đoàn Kim Chung 5 cũng chỉ thường về diễn ở các tỉnh miền Tây như Long Xuyên, Châu Đốc. Với Kim Chung 5 và sau đó là Kim Chung 2, Chí Tâm diễn hai vở đầu tiên là Nhất Kiếm Bá Vương và Băng Tuyền Nữ Chúa (vai Thái tử lưng gù). Ông bắt đầu gây được chú ý với vai Lữ An Tùng trong Nhạn Về Xóm Liễu với Lệ Thủy, Kiều Tiên và Minh Phụng.
Năm 1973, ông được Dĩa Hát Việt Nam mời về cộng tác. Với bài tân cổ Rừng lá thấp cùng với Lệ Thủy, ngay lập tức tạo tiếng vang lớn, tên tuổi Chí Tâm trở nên vụt sáng. Sau đó ông tiếp tục được mời thu âm hàng loạt những vở tuồng, những bài tân cổ giao duyên cùng với Mỹ Châu, Lệ Thủy, Thanh Kim Huệ, Minh Vương và Minh Cảnh. Đây là giai đoạn rực rỡ nhất trong sự nghiệp của Chí Tâm.
Năm 1974, dĩa hát cải lương "Chuyện tình Lan và Điệp" của soạn giả Loan Thảo được tung ra thị trường, do Chí Tâm và Thanh Kim Huệ thủ vai đào kép chánh. Dĩa hát này được đánh giá như một hiện tượng của cải lương thời đó, do số lượng bán quá khủng đem lại nhiều lợi tức cho Dĩa Hát Việt Nam và nó cũng được xem là bản thu âm chuẩn mực nhất của tác phẩm.   
Vào những ngày gần sự kiện 30 tháng 4 năm 1975, Hữu Phước và Hương Lan về cộng tác với Kim Chung. Chí Tâm đóng vai Hán Đế, còn Hương Lan trong vai Chiêu Quân trong vở Hán Đế Biệt Chiêu Quân. Hai người sau đó lại cùng đóng vai chính trong vở Nắng Thu Về Ngõ Trúc được diễn liên tục trong suốt một tháng tại rạp Olympic.

### Sau năm 1975
Chí Tâm lập gia đình lần đầu vào cuối năm 1975 với người bạn diễn Hương Lan. Hai người có với nhau hai con trai: Henry Bảo Nhi (sinh 1977) và Patrick Bảo Cang (sinh 1978).
Năm 1978, cha Hương Lan là nghệ sĩ Hữu Phước xin hồi tịch Pháp nên cả hai xuất cảnh sang Pháp theo diện hồi hương.
Năm 1982, Chí Tâm và Hương Lan chia tay, với lý do theo Chí Tâm là "Thật ra thì không có gì trầm trọng lắm, nhưng tại lúc đó đứa nào cũng nóng tánh hết". Một phần khác đến từ sự hiểu lầm tình cảm của Chí Tâm đối với một người em gái của Hương Lan mà đối với anh là "Tại xa gia đình nên thương mấy người em gái của Hương Lan như em ruột vậy thôi", như lời ông tâm sự.
Năm 1985, Hương Lan và hai con sang định cư tại Mỹ, trong khi Chí Tâm vẫn ở lại Pháp. Tới tháng 10 năm 1989, Chí Tâm dời sang định cư tại thành phố Houston, bang Texas.
Hiện ông chung sống với người bạn đời tên Minh Tuyền quê ở Châu Đốc, là người phụ giúp ông rất nhiều trong việc điều hành phòng thu Chí Tâm. Họ chính thức kết hôn vào năm 1999 và có với nhau 3 người con.

## Sự nghiệp

### Ca hát
Trước 1975, Chí Tâm góp mặt trong rất nhiều đĩa than, băng cassette cải lương hoặc tân cổ giao duyên của Dĩa Hát Việt Nam. Có thể kể đến những tuồng nổi tiếng như Chuyện Tình Lan và Điệp, Đường Gươm Nguyên Bá, Quán Gấm Đầu Làng, Lương Sơn Bá, Tây Thi. Trên sân khấu, khán giả thường nhớ đến ông với vai Điệp trong vở cải lương Chuyện tình Lan và Điệp của cố soạn giả Loan Thảo năm 1974.
Thêm vào đó, nhờ có giọng nói của người Hoa, Chí Tâm tham gia hát tân nhạc cho các phim bộ Hồng Kông lồng tiếng Việt ở hải ngoại như Bến Thượng Hải, Dương Gia Tướng, Chung Vô Diệm, Tiếu ngạo giang hồ, Triệu Phú Lưu Manh.
Thập niên 1980, Chí Tâm cùng với nghệ sĩ Michael Mỹ thành lập đoàn hát lấy tên Năm Châu nhằm tưởng niệm cố nghệ sĩ tài danh Năm Châu. Đoàn gây dấu ấn với khán giả hải ngoại qua các vở tuồng như Số Đỏ (tác giả Quy Sắc), Máu Nhuộm Sân Chùa, Đường Gươm Nguyên Bá, Tâm Sự Loài Chim Biển. Tuy nhiên, đoàn Năm Châu đã sớm tan rã.
Năm 2001, Chí Tâm thành lập "Nhóm Sân khấu Văn Lang".

### Sáng tác
- 18 Năm You And Me
- Đành Lòng Sao Anh
- Hoa Bất Diệt (ý thơ Thích Nhất Hạnh)
- Hỏi Bạn Ngày Xuân (Mặc Thế Nhân & Chí Tâm)
- Mùa Hoa Học Trò
- Mưa Rơi (viết lời)
- Ngọt Phật Hòa Bình Thế giới
- Sao Bậu Nỡ Đành (Vọng cổ) (tặng Phi Nhung qua đời)
- Sóng Biển Tình Em (Chí Tâm & Thành Lưu)
- Tiếng Hát Đầu Nôi
- Tình theo Mây Trắng (viết lời)
- Ví Dầu Cầu Ván Đóng Đinh
- Vọng Cố Hương
- Xuân Nghe Bài Dạ Cổ

### Tân cổ giao duyên
- Bao giờ em quên (Tân nhạc: Duy Khánh; cổ nhạc: Quế Anh)
- Em bé bán báo (Tân nhạc: Tuấn Linh; cổ nhạc: Tứ Lang)
- Gặp nhau làm ngơ (Tân nhạc: Trần Thiện Thanh; cổ nhạc: Quế Chi)
- Mắt xanh con gái (Tân nhạc: Trịnh Lâm Ngân; cổ nhạc: Quế Anh)
- Nén hương trên mộ (Tân nhạc: Ngọc Sơn; cổ nhạc: Yên Sơn)
- Sương lạnh chiều đông (Tân nhạc: Mạnh Phát; cổ nhạc: Quế Chi)
- Sáu tháng quân trường (Tân nhạc: Nhật Hà; cổ nhạc: Quế Chi)

### Viết báo
Năm 1990, nhà thơ Hoàng Ngọc Ẩn mời Chí Tâm phụ trách mục Điện ảnh Hồng Kông cho hai tờ báo Vietnam Post, Thương mại Việt Nam tại Houston. Ngoài ra, Chí Tâm cũng làm chuyên viên thu thanh cho trung tâm Hạ Quyên và coi sóc tiệm sách của Hoàng Ngọc Ẩn.

### Phòng thâu Chí Tâm
Sau hơn một năm cộng tác với trung tâm Làng Văn, Chí Tâm tự sắm một phòng thu thanh riêng mang tên Chí Tâm Productions. Phòng thu Chí Tâm đã thực hiện nhiều sản phẩm tân cổ giao duyên Tiếng Hát Đầu Nôi, Những Chuyện Tình Huyền Sử, Gặp Lại Cố Nhân, 18 Năm You And Me. Và tân nhạc như Mây Vẫn Còn Bay, Khúc Nguyệt Cầm... Ngoài ra Chí Tâm Productions còn làm hoà âm cho trung tâm Hải Âu và một vài bạn bè trong giới nghệ sĩ.

## Các tiết mục biểu diễn trên sân khấu

### Cộng tác với các trung tâm ca nhạc
Năm 1996, Chí Tâm được Trung tâm Làng Văn mời về phụ trách phòng thu thanh ở Quận Cam, California. Chí Tâm đã xuất hiện trên nhiều chương trình video của trung tâm ca nhạc này, trong số đó có đoản kịch Đưa Nàng Về Dinh do ông sáng tác và diễn chung với Dalena.
Với Trung tâm Thúy Nga, Chí Tâm thu hình bài Duyên Nợ Chợ Trời, trình diễn cùng với Hương Lan. Những năm 97 và 98, Nấu Bánh Đêm Xuân và Bánh Bông Lan cũng được trình diễn trên Paris By Night. Năm 2015, ông tham gia vở hài kịch Đại Hội Táo Quân.
Với Trung tâm Asia, Chí Tâm góp mặt hai lần.
- Asia 61: Tạ Từ Trong Đêm (tân cổ giao duyên) song ca với Ngọc Huyền
- Asia 67: Ngày Xuân Vui Cưới song ca với Sơn Ca

Với Trung tâm Vân Sơn, Chí Tâm đóng hài kịch Chiếc Áo Mới và cải lương hài Chuyện Trên Trời Dưới Đất.
Với Trung tâm Tình, ông từng góp mặt song ca với Hương Lan bài tân cổ giao duyên Tình Đẹp Mùa Chôm Chôm.
Từ năm 1999, Chí Tâm cộng tác với đài Little Saigon Radio. Ông phụ trách riêng các chương trình "Tìm hiểu Cổ Nhạc", "Tiếng Hát Quê Hương", "Ca Dao Tục Ngữ". Phụ trách chung phần xướng ngôn cùng với Chu Ly từ 1 giờ trưa đến 6 giờ chiều.
Hiện tại, ông cộng tác với đài SBTN trong chương trình Tiếng Tơ Đồng chung với Ngọc Đan Thanh. Đây là chương trình trò chuyện về đờn ca tài tử, mỗi số ông đưa ra một thể điệu, phân tích nguồn gốc, xuất xứ, cách hát ra sao, sử dụng trong ngữ cảnh nào và ông hát minh họa luôn. Chương trình phát định kỳ 30 phút lúc 9 giờ sáng thứ bảy mỗi tuần, đến nay đã được trên 300 số.

#### Trung tâm Thúy Nga
| STT | Tiết mục                             | Thể hiện với                              | Chương trình       | Năm  |
| --- | ------------------------------------ | ----------------------------------------- | ------------------ | ---- |
| 1   | Duyên Nợ Chợ Trời (Quy Sắc, Đức Phú) | Hương Lan                                 | Paris By Night 36  | 1996 |
| 2   | Nấu Bánh Đêm Xuân (Quy Sắc)          | Hương Lan                                 | Paris By Night 38  | 1996 |
| 3   | Bánh Bông Lan (Loan Thảo)            | Hương Lan                                 | Paris By Night 45  | 1998 |
| 4   | Hài kịch: Đại Hội Táo Quân           | Hoài Tâm, Thúy Nga, Kiều Linh, Duy Trường | Paris By Night 113 | 2015 |

#### Trung tâm Asia
| STT | Tiết mục                           | Thể hiện với | Chương trình | Năm  |
| --- | ---------------------------------- | ------------ | ------------ | ---- |
| 1   | Tân cổ giao duyên: Tạ Từ Trong Đêm | Ngọc Huyền   | ASIA 61      | 2009 |
| 2   | Ngày Xuân Vui Cưới                 | Sơn Ca       | ASIA 67      | 2011 |

#### Trung tâm Vân Sơn
| STT | Tiết mục                                 | Thể hiện với                                                       | Chương trình | Năm  |
| --- | ---------------------------------------- | ------------------------------------------------------------------ | ------------ | ---- |
| 1   | Bá Nha Tử Kỳ                             | Linh Tuấn                                                          | Vân Sơn 15   | 2000 |
| 2   | Hài kịch: Chiếc Áo Mới                   | Văn Chung, Túy Hồng, Ngọc Phu, La Thoại Tân, Hương Huyền, Mỹ Huyền | Vân Sơn 15   | 2000 |
| 3   | Cải lương hài: Chuyện Trên Trời Dưới Đất | Văn Chung, Chí Tài, Bé Mập, Trang Thanh Lan, Lê Huỳnh              | Vân Sơn 27   | 2004 |

## Một số album
Danh sách này không đầy đủ, bạn cũng có thể giúp mở rộng danh sách.
- Đĩa Hát Việt Nam CD: Cải lương Lương Sơn Bá Chúc Anh Đài Pre 75
- Đĩa Hát Việt Nam CD: Cải lương Chuyện Tình Lan và Điệp Pre 75
- Đĩa Hát Việt Nam CD: Đường Gươm Nguyên Bá Pre 75
- Apple DVD: Cải lương Tìm Nhau
- Thúy Nga VHS: Cải lương Sông Dài
- Thúy Nga DVD: Cải lương Mùa Thu Lá Bay
- Thúy Nga DVD: Cải lương Gia Tài Của Mẹ
- Chí Tâm Productions CD: 18 Tuổi You And Me
- Chí Tâm Productions CD: Gặp Lại Cố Nhân
- Chí Tâm Productions CD: Máu Chảy Ruột Mềm
- Người Đẹp Bình Dương Gold CD 11: Cô Gái Cần Thơ
- Làng Văn CD149: Tình Ca 1
- Làng Văn CD164: Tình Ca 3
- Làng Văn CD175: Tình Ca 4
- Làng Văn CD176: Vợ Chồng Cua
- Làng Văn CD232: Tình Ca 5
- Một số CD của Hương Lan Productions